# 1549 Mikko
1549 Mikko è un asteroide della fascia principale del diametro medio di circa 9,91 km. Scoperto nel 1937, presenta un'orbita caratterizzata da un semiasse maggiore pari a 2,2306950 UA e da un'eccentricità di 0,0835256, inclinata di 5,54801° rispetto all'eclittica.
L'asteroide è dedicato a Mikko Arthur Levander, pastore e astrofilo finlandese, suocero dello scopritore.